# Heiki Nabi
Heiki Nabi (Hilleste, 6 giugno 1985) è un lottatore estone, specializzato nella lotta greco-romana. Ha rappresentato l'Estonia ai Giochi olimpici estivi di Londra 2012, vincendo la medaglia d'argento, e ai quelli di Rio de Janeiro 2016, dove si è classificato quinto.

## Palmarès

### Competizioni internazionali
| Anno | Manifestazione             | Sede           | Evento    | Risultato | Note |
| ---- | -------------------------- | -------------- | --------- | --------- | ---- |
| 2002 | Campionati nordici cadetti | Heinola        | GR 100 kg | Bronzo    |      |
| 2002 | Europei cadetti            | Vilnius        | LL 100 kg | 16º       |      |
| 2003 | Campionati nordici junior  | Oslo           | GR 96 kg  | Argento   |      |
| 2004 | Campionati nordici junior  | Porvoo         | GR 96 kg  | Argento   |      |
| 2004 | Europei junior             | Murska Sobota  | GR 96 kg  | 4º        |      |
| 2005 | Europei                    | Varna          | GR 120 kg | 17º       |      |
| 2005 | Campionati nordici junior  | Haessleholm    | GR 120 kg | Argento   |      |
| 2005 | Mondiali junior            | Vilnius        | GR 96 kg  | 5º        |      |
| 2005 | Universiadi                | Smirne         | GR 96 kg  | Bronzo    |      |
| 2006 | Europei                    | Mosca          | GR 96 kg  | 9º        |      |
| 2006 | Mondiali universitari      | Ulan Bator     | GR 96 kg  | Bronzo    |      |
| 2006 | Mondiali                   | Canton         | GR 96 kg  | Oro       |      |
| 2007 | Europei                    | Mosca          | GR 96 kg  | 5º        |      |
| 2007 | Campionati nordici         | Tallinn        | GR 120 kg | Argento   |      |
| 2007 | Mondiali                   | Baku           | GR 96 kg  | 24º       |      |
| 2008 | Europei                    | Tampere        | GR 96 kg  | 5º        |      |
| 2009 | Europei                    | Vilnius        | GR 96 kg  | 7º        |      |
| 2009 | Campionati nordici         | Oskarshamn     | GR 96 kg  | Oro       |      |
| 2009 | Mondiali                   | Herning        | GR 96 kg  | 11º       |      |
| 2010 | Europei                    | Baku           | GR 120 kg | 14º       |      |
| 2010 | Mondiali                   | Mosca          | GR 120 kg | 14º       |      |
| 2011 | Europei                    | Dortmund       | GR 120 kg | 5º        |      |
| 2011 | Campionati nordici         | Tallinn        | GR 120 kg | Oro       |      |
| 2011 | Mondiali                   | Istanbul       | GR 120 kg | 27º       |      |
| 2012 | Europei                    | Belgrado       | GR 120 kg | 16º       |      |
| 2012 | Olimpiadi                  | Londra         | GR 120 kg | Argento   |      |
| 2013 | Europei                    | Tbilisi        | GR 120 kg | 14º       |      |
| 2013 | Mondiali                   | Budapest       | GR 120 kg | Oro       |      |
| 2014 | Europei                    | Vantaa         | GR 130 kg | 11º       |      |
| 2014 | Mondiali                   | Tashkent       | GR 130 kg | Bronzo    |      |
| 2014 | Mondiali militari          | Fort Dix       | GR 130 kg | Bronzo    |      |
| 2015 | Campionati nordici         | Bodø           | GR 130 kg | Argento   |      |
| 2015 | Giochi Europei             | Baku           | GR 130 kg | Bronzo    |      |
| 2015 | Mondiali                   | Las Vegas      | GR 130 kg | 8º        |      |
| 2015 | Giochi mondiali militari   | Mungyeong      | GR 130 kg | Oro       |      |
| 2016 | Europei                    | Riga           | GR 130 kg | 10º       |      |
| 2016 | Campionati nordici         | Tallinn        | GR 130 kg | Oro       |      |
| 2016 | Olimpiadi                  | Rio de Janeiro | GR 130 kg | 5º        |      |
| 2016 | Mondiali militari          | Skopje         | GR 130 kg | Oro       |      |
| 2017 | Europei                    | Novi Sad       | GR 130 kg | 14º       |      |
| 2017 | Mondiali                   | Parigi         | GR 130 kg | Argento   |      |
| 2017 | Mondiali militari          | Klaipėda       | GR 130 kg | Bronzo    |      |
| 2018 | Mondiali                   | Budapest       | GR 130 kg | 5º        |      |
| 2019 | Europei                    | Bucarest       | GR 130 kg | 5º        |      |
| 2019 | Mondiali                   | Nur-Sultan     | GR 130 kg | Bronzo    |      |
| 2019 | Giochi mondiali militari   | Wuhan          | GR 130 kg | Argento   |      |